# Patsy Seddon

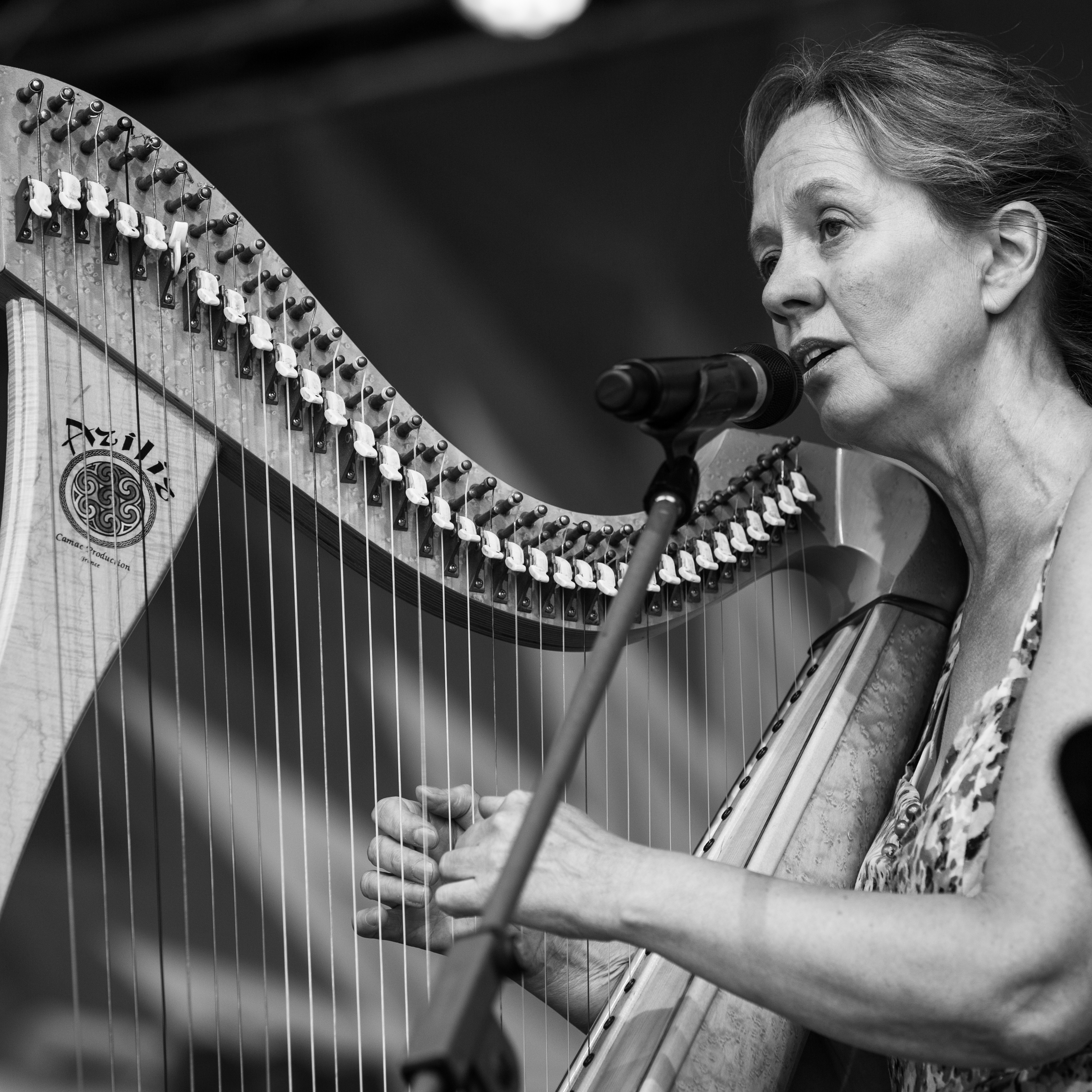
Patsy Seddon at the Rudolstadt-Festival 2017

Patsy Seddon (Edinburgh, 12 januari 1961) is een Schotse harpspeelster. 

## Biografie
Geboren in een muzikale familie begon Seddon op de leeftijd van zes jaar in het openbaar te zingen. Op haar zevende kreeg ze pianoles en op haar achtste begon ze met vioollessen. Later maakte zij kennis met de Clarsach, een kleine Schotse harp. Seddon kreeg les van Alison Kinnaird en begon de Schots-Gaelische taal te studeren aan de Edinburgh University. In 1985 ontving zij een Honours Degree in Celtic Studies.
Met haar studiegenoot Mary Macmaster begon ze in de groep Sprangeen op te treden als harpiste. Later vormden zij het duo Sileas en toerden met hun harpen over de wereld en kwamen onder andere van York tot New York en Tokio. Met Sileas maakten zij vier cd's. In deze formatie treedt Seddon nog steeds op.
In 1990 vormde Seddon de vrouwengroep The Poozies met Mary Macmaster, zangeres Sally Barker en accordeonist Karen Tweed.
In 1995 hielp Seddon bij de formatie van de supergroep Clan Alba met Dick Gaughan, Mary Macmaster, Davy Steele, Brian McNeill, Fred Morrison, Mike Travis en Davy Tulloch.

### Over de harp
Seddon speelt op een 34-string Harpe Celtique, afkomstig uit Bretagne, Frankrijk. Ook bespeelt ze een 36-string Camac Electro-harp en de 30-string Clarsach, gemaakt in Glasgow in 1936. 

## Discografie
Met The Poozies:
- Changed Days Same Roots - Greentrax (2003)
- Infinite Blue- Pure Records (1998)
- Come Raise Your Head - EP (1997)
- Dansoozies - Hypertension (1995)
- Chantoozies - Hypertension (1993)

Met Sileas:
- Play on Light - Greentrax (1996)
- Harpbreakers - Lapwing ( 1990)
- Beating Harps - Green Linnet (1988)
- Delighted With Harps - Lapwing (1986)

Met Clan Alba:
- Clan Alba - (1995)

Met Caledon:
- The Noble Trousers - FMS (1996)